# Šebestián Jan z Pöttingu
Šebestián Jan hrabě z Pöttingu a Persingu, pán z Aholmingu (německy Sebastian Johann Graf von Pötting und Persing, Herr zu Aholming, 1628, Raipoltenbachu u Neulengbachu – 16. března 1689, klášter Mariahilf v Pasově) byl rakousko-německý šlechtic z rodu Pöttingů z Persingu. V letech 1673–1689 byl knížetem-biskupem pasovské diecéze.

## Život

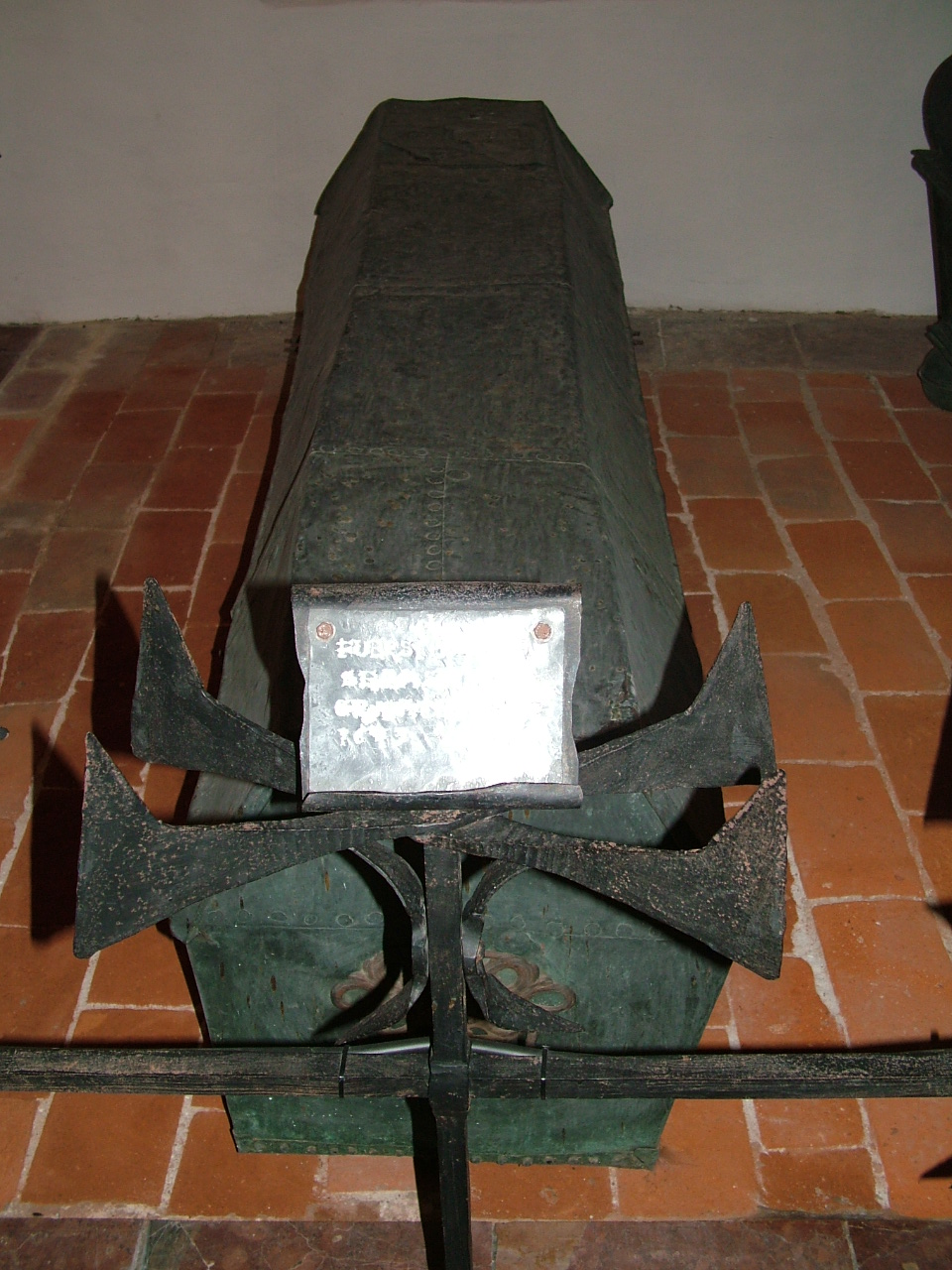
Hrob knížete biskupa Pöttinga v Pasově

Narodil se v roce 1628 jako syn Ortlieba z Pöttingu.
Prakticky celou svou kariéru strávil v Pasově. Zde nejprve získal post katedrálního probošta, než byl v dubnu 1665 vysvěcen na biskupa lavantské diecéze a 11. března 1673 byl na doporučení císaře Leopolda I. zvolen pasovským knížetem-biskupem.
Šebestián z Pöttingu reformoval pastoraci v pasovské diecézi a podporoval jezuity, kterým umožnil dostavbu kostela sv. Michala (1677). Z jeho iniciativy také z velké části vznikl návrh nové barokní katedrály sv. Štěpána.
V roce 1676 byl Pötting oddávajícím císaře s bavorskou princeznou Eleonorou Magdalenou Falckou v nově postavené katedrále v Pasově.
V roce 1683 Pötting v Pasově přijal císaře, který se svým dvorem uprchl z Vídně před tureckou hrozbou a téhož roku byl jmenován císařským vyslancem u říšského sněmu v Řezně. Tento post zastával čtyři roky.
Hrabě Šebestián Jan z Pöttingu zemřel dne 19. března 1689 v klášteře Mariahilf a byl pohřben v biskupské kryptě v katedrále sv. Štěpána. Jeho pomník se nachází vpravo od hlavního oltáře.